# Documentum
 (avril 2025).
La mise en forme du texte ne suit pas les recommandations de Wikipédia : il faut le « wikifier ».
Les points d'amélioration suivants sont les cas les plus fréquents. Le détail des points à revoir est peut-être précisé sur la page de discussion.
- Les titres sont pré-formatés par le logiciel. Ils ne sont ni en capitales, ni en gras.
- Le texte ne doit pas être écrit en capitales (les noms de famille non plus), ni en gras, ni en italique, ni en « petit »…
- Le gras n'est utilisé que pour surligner le titre de l'article dans l'introduction, une seule fois.
- L'italique est rarement utilisé : mots en langue étrangère, titres d'œuvres, noms de bateaux, etc.
- Les citations ne sont pas en italique mais en corps de texte normal. Elles sont entourées par des guillemets français : « et ».
- Les listes à puces sont à éviter, des paragraphes rédigés étant largement préférés. Les tableaux sont à réserver à la présentation de données structurées (résultats, etc.).
- Les appels de note de bas de page (petits chiffres en exposant, introduits par l'outil «  Source ») sont à placer entre la fin de phrase et le point final[comme ça].
- Les liens internes (vers d'autres articles de Wikipédia) sont à choisir avec parcimonie. Créez des liens vers des articles approfondissant le sujet. Les termes génériques sans rapport avec le sujet sont à éviter, ainsi que les répétitions de liens vers un même terme.
- Les liens externes sont à placer uniquement dans une section « Liens externes », à la fin de l'article. Ces liens sont à choisir avec parcimonie suivant les règles définies. Si un lien sert de source à l'article, son insertion dans le texte est à faire par les notes de bas de page.
- La présentation des références doit suivre les conventions bibliographiques. Il est recommandé d'utiliser les modèles {{Ouvrage}}, {{Chapitre}}, {{Article}}, {{Lien web}} et/ou {{Bibliographie}}. Le mode d'édition visuel peut mettre en forme automatiquement les références.
- Insérer une infobox (cadre d'informations à droite) n'est pas obligatoire pour parachever la mise en page.

Pour une aide détaillée, merci de consulter Aide:Wikification.
Si vous pensez que ces points ont été résolus, vous pouvez retirer ce bandeau et améliorer la mise en forme d'un autre article.
OpenText Documentum Content Management est une plateforme de gestion de contenu d'entreprise (ECM) initialement développée par Documentum, Inc., fondée en 1990 par Howard Shao et John Newton. La plateforme est conçue pour gérer et contrôler le cycle de vie du contenu dans les grandes entreprises, assurant la conformité, la collaboration et un accès sécurisé aux documents à travers les départements et les zones géographiques.

## Histoire
Documentum a débuté comme une solution pour aider les entreprises pharmaceutiques à gérer les documents de soumission réglementaire. Les fondateurs ont imaginé une plateforme capable de gérer des volumes massifs de contenu numérique avec un contrôle de version précis et des capacités de métadonnées. Documentum, Inc. a lancé son premier produit en 1993. [1]
En 2003, Documentum a été acquis par EMC Corporation, qui a intégré ce logiciel à son portefeuille plus large de solutions d'infrastructure. Sous EMC, Documentum a élargi ses capacités en matière de gestion des actifs numériques, de collaboration, de gestion des archives et de gestion de contenu web. [2]
En 2016, OpenText Corporation, un leader dans la gestion de l'information, a acquis la suite de produits Documentum appartenant à Dell EMC. Cette acquisition a renforcé le leadership d'OpenText dans l'ECM et a permis à Documentum d'évoluer au sein d'une entreprise axée uniquement sur la gestion de l'information d'entreprise. [3]

## Évolution du produit
Au fil des décennies, Documentum n’a cessé d’évoluer :
- Années 1990-2000 : Introduction des services de référentiel de base, des clients Web et de l’intégration avec les systèmes d’entreprise.
- Années 2000-2010 : Evolutivité améliorée, capacités BPM (Documentum Process Suite) et conformité aux normes industrielles telles que DoD 5015.2.
- Années 2010-2020 : Interface utilisateur SmartView, xCP pour la gestion des cas, D2 pour les interfaces utilisateur configurables et intégration avec l'infrastructure cloud native.
- Années 2020–Présent : Intégration de fonctionalités LLM via Aviator AI, d'outils DevOps modernes pour le déploiement (Kubernetes et Helm), ainsi que des certifications Azure et AWS, puis de conformité aux normes FedRAMP et FIPS. [4][5]

## Principales capacités
- Services de référentiel : Stockage sécurisé et de haute performance pour les documents et leurs métadonnées. Documentum utilise un modèle de référentiel d'objets centralisé qui sépare les métadonnées, les fichiers de contenu et la logique métier. Les objets du référentiel sont hautement structurés et extensibles, prenant en charge des relations complexes et permettant des modèles d'accès évolutifs à volume élevé. La plateforme utilise le stockage adressé par le contenu et la gestion d'objets distribués pour optimiser la récupération et assurer la cohérence à grande échelle. Cette architecture prend en charge des milliards d'objets et une concurrence élevée, rendant Documentum adapté aux environnements à forte intensité transactionnelle. [6]
- Workflow et BPM : Automatisation des processus centrés sur les documents à l'aide des workflows xCP et D2.
- Gestion des archives : Certifié pour des normes de conformité (DoD 5015.2, ISO 15489). [5]
- Collaboration et intégration : Extraction vers Microsoft Teams, intégration SharePoint et prise en charge de CMIS.
- Scalabilité: Prend en charge des milliards de documents dans des entreprises complexes grâce à l'indexation avancée, à la mise en cache et aux couches de services à charge équilibrée.
- Sécurité et conformité : Intégration avec Azure AD, CyberArk, et chiffrement avec les HSM FIPS 140-3. [5]

## Réussite des clients et secteurs d'activité
Documentum a été déployé dans un large éventail de secteurs, notamment :
- Pharmaceutique : Soumission réglementaire, conformité GxP.
- Énergie & Services: Gestion des documents d'ingénierie.
- Services financiers : Pistes d'audit, gestion des réglementations.
- Secteur public : Sécurisation des dossiers et automatisation des flux de travail.
- Services juridiques: Cycle de vie des contrats et documentation des réclamations.

Des milliers de clients mondiaux continuent de faire confiance à OpenText Documentum Content Management pour leurs applications de contenu critiques. La plateforme est reconnue pour son extensibilité, sa robustesse et son architecture axée sur la gouvernance. [6]

## Vision d'avenir
Dans le cadre de la stratégie Aviator AI d'OpenText, OpenText Documentum Content Management est prêt à mener la transformation vers des services de contenu intelligents. Les avancées récentes incluent :
- Gestion des processus assistée par l'IA : exécution guidée des tâches et extraction des métadonnées. [4]
- Opérations Cloud-Native : déploiements conteneurisés avec prise en charge de Kubernetes et Helm.
- Experience client améliorée : mises à jour "SmartView" pour l'accessibilité et la personnalisation.
- Gouvernance mondiale : Contrôles administratifs unifiés et tokenisation des métadonnées.

Avec un accent sur la conformité, l'évolutivité et l'intelligence, OpenText Documentum Content Management continue d'évoluer pour répondre aux besoins complexes de gestion de contenu des entreprises modernes. [4]